# Polish Juniors 2016
Das Polish Juniors 2016 fand als bedeutendstes internationales Nachwuchsturnier von Polen im Badminton vom 20. bis zum 23. Januar 2016 in Lubin statt. Es war die 27. Auflage der Veranstaltung.

## Sieger und Platzierte
| Disziplin    | Gold                                   | Silber                            | Bronze                                |
| ------------ | -------------------------------------- | --------------------------------- | ------------------------------------- |
| Herreneinzel | Miha Ivanič                            | Julien Scheiwiller                | Jan Louda                             |
| Herreneinzel | Miha Ivanič                            | Julien Scheiwiller                | Léo Rossi                             |
| Dameneinzel  | Maryna Iljinska                        | Ashwathi Pillai                   | Julie Ferrier                         |
| Dameneinzel  | Maryna Iljinska                        | Ashwathi Pillai                   | Réka Madarász                         |
| Herrendoppel | Petr Beran Jan Louda                   | Thom Gicquel Léo Rossi            | Eloi Adam Samy Corvée                 |
| Herrendoppel | Petr Beran Jan Louda                   | Thom Gicquel Léo Rossi            | Fabien Delrue Arnaud Merklé           |
| Damendoppel  | Vimala Hériau Margot Lambert           | Julie Ferrier Liza Vanangamoudiar | Zuzanna Glijer Magdalena Świerczyńska |
| Damendoppel  | Vimala Hériau Margot Lambert           | Julie Ferrier Liza Vanangamoudiar | Anett Karsai Réka Madarász            |
| Mixed        | Paweł Śmiłowski Magdalena Świerczyńska | Danylo Bosniuk Maryna Iljinska    | Robert Cybulski Wiktoria Dąbczyńska   |
| Mixed        | Paweł Śmiłowski Magdalena Świerczyńska | Danylo Bosniuk Maryna Iljinska    | Thom Gicquel Vimala Hériau            |